# Der Mann, der Yngve liebte
Der Mann, der Yngve liebte (Originaltitel: Mannen som elsket Yngve) ist ein norwegischer Spielfilm aus dem Jahr 2008. Er basiert auf dem gleichnamigen Roman des norwegischen Autors Tore Renberg. 2011 kam eine Fortsetzung mit dem Titel Ich reise allein ins Kino. Ein weiterer Teil von 2012 (Originaltitel Kompani Orheim) wurde in Deutschland bisher nicht aufgeführt.

## Inhalt
Der Film spielt im Jahr 1989 im norwegischen Stavanger. Der 17-jährige Jarle zählt zu den beliebtesten Jungen seiner Klasse, vor allem bei den Mädchen kann der Sänger einer Punkband namens ‚Mathias Rust Band‘ landen. Sein Leben ändert sich mit dem Tag, als Yngve neu in die Klasse kommt. Jarle ist fasziniert von dem gutaussehenden jungen Mann und muss sich schließlich eingestehen, dass er sich in Yngve verliebt hat. Nichts ist mehr so wie es war. Jarle ändert seine Gewohnheiten, in einer unruhigen Zeit, als in Berlin die Mauer fällt und ganz Europa politische Umwälzungen durchlebt. Auch für Jarle brechen schwierige Zeiten an: Die Suche nach der eigenen Identität, dem eigenen Ich hat gerade erst richtig begonnen.

## Hörfilm
Die durch den NDR für Fernsehausstrahlungen produzierte und von Mareike Carrière gesprochene Audiodeskription des Films wurde 2010 für den deutschen Hörfilmpreis nominiert.